# Fontän (skulptur)
För andra betydelser, se Fontän (olika betydelser).

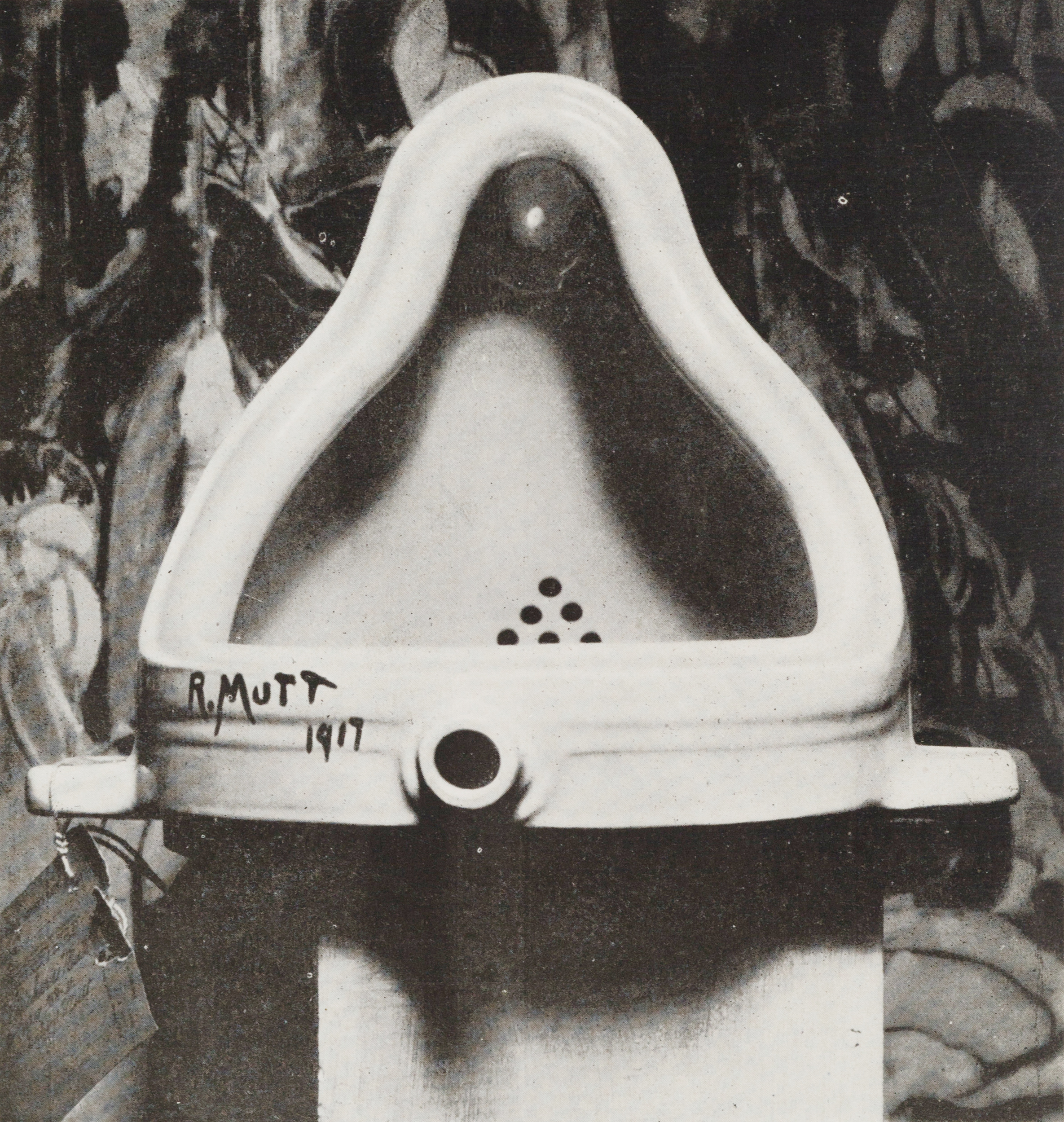
Originalet till Fontän efter 1917 års Society of Independent Artists-utställning, på vilken inlämningsetiketten tydligt syns. Bakgrunden är The Warriors av Marsden Hartley.
Foto: Alfred Stieglitz på dennes galleri, 291 i New York, och publicerat i The Blind Man nummer 2, maj 1917.

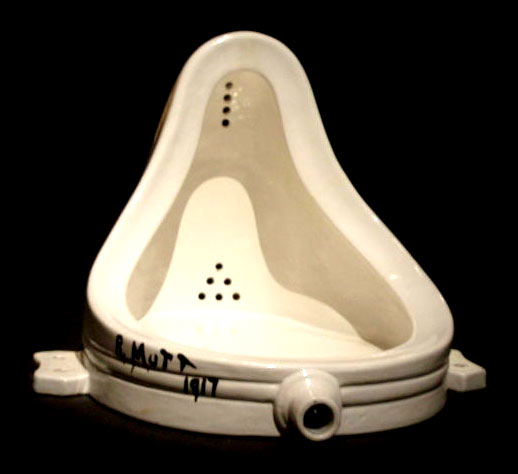
Replik ur editionen 1964, framtagen av Arturo Schwarz på Galleri Schwartz med 1917 års foto som förebild.

Fontän är en ready-made, ett vardagligt objekt som tillskrivs att vara ett konstverk, vilket under 80 år har attribuerats till Marcel Duchamp. Det har dock också hävdats istället ha Elsa von Freytag-Loringhoven som upphovsman.
Det förkomna originalet till Fontän är en på flatsidan lagd urinoar i sanitetsporslin, enligt Duchamp av märket Bedfordshire och inköpt från firman J L Mott Ironworks på Fifth Avenue i New York, vilken har signerats "R. Mutt 1917". De artefakter som förekommer i konstvärlden är av Duchamp auktoriserade repliker av vilka flertalet egentligen inte är ready-mades, utan för ändamålet framställda hantverksprodukter.

## Utställningen 1917
Fountain lämnades in till den första årliga utställningen arrangerad av Society of Independent Artists på Grand Central Palace i New York i april-maj 1917. Utställningen hade mottot No jury - no prizes och det var i förväg bestämt att alla verk som lämnades in, och för vilka en avgift på sex dollar hade betalats, skulle visas. Sammanslutningens styrelse tvekade om att godkänna Fountain. Målaren George Bellows menade att objektet var ekivokt och misstänkte att det var ett skämt, konstnärens namn R. Mutt föreföll honom suspekt. Konstsamlaren Walter Arensberg påpekade att avgiften var betald. Styrelsen beslöt till slut att Fountain inte var något konstverk och dessutom oanständig. Verket tycks ha funnits kvar i utställningslokalen bakom ett förhänge eller skiljevägg, men det finns inte med i utställningskatalogen.
Det har efter utställningen fotograferats av Alfred Stieglitz. Därefter har Fountain eventuellt tagits om hand av Walter Arensberg och lagts åt sidan, och i vilket fall förkommit. Fotografiet publicerades i maj 1917 i andra numret av The Blind Man, en dadaistisk tidskrift publicerad i två nummer av Marcel Duchamp, Beatrice Wood och Henri-Pierre Roché. Tillsammans med fotografiet finns ett manifest med försvar för urinoirens egenskap av konstverk. 
| ”                                                                       | Om herr Mutt gjorde urinoiren med sina egna händer eller ej saknar betydelse. Han VALDE UT den. Han tog en vardagsartikel, placerade den så att dess praktiska användning försvann under dess nya namn och betraktelsesätt - skapade en ny innebörd för detta objekt. | „ |
| – Osignerad text under rubriken "The Richard Mutt Case" i The Blind Man | |   |

## Originalet
Det första exemplaret, vilken kan betraktas som "originalet", även om språkbruket är problematiskt beträffande en ready-made, är  försvunnet. Vad som är original när det gäller en ready-made är inte alldeles solklart, men vad som här åsyftas är just den urinoar som presenterades 1917. Fountain var en artefakt som inte uppmärksammades som föremål med en känd upphovsperson förrän omkring 1950, då Marcel Duchamp hävdade att det var han som lämnat in den 1917 till utställningen i New York. På 1950- och 1960-talet, vid fyra tillfällen, godkände Marcel Duchamp sedan repliker signerade R.Mutt som autentiska verk, först enstaka exemplar och slutligen 1964 en större edition. Om vart den ursprungliga urinoaren tog vägen finns olika berättelser och teorier.

## Repliker
Det är oklart hur många repliker som gjorts. Under åren 1950 togs tre repliker fram i tre omgångar, varefter 1964 den milanesiske konsthandlaren och vännen till Duchamp Arturo Schwartz lät framställa repliker i glaserat lergods efter Stieglitz foto. Det var då en edition av åtta, men åtminstone fyra-sex till, eventuellt flera, tycks ha nått marknaden.
- Sidney Janis, New York, 1950 (Philadelphia Museum of Art)[13]
- 1953 (försvunnen)[13]
- Ulf Linde, Stockholm, 1963 (Moderna Museet i Stockholm)[13] Denna är i porslin och anskaffades inför en utställning på Galleri Burén 1963 av Ulf Linde. Den är en begagnad urinoir från restaurang Frati på Regeringsgatan[14]
- Arturo Schwarz på Galleri Schwartz i Milano 1964, glaserad fajans, officiellt tolv repliker, men fler finns[13][15]
  - San Francisco Museum of Modern Art[16]
  - Tate Gallery i London. Inköpt med stöd av Tate Gallerys vänner 1999[17]
  - National Gallery of Canada i Ottawa
  - Museet för modern konst i  Kyoto
  - Musée Maillol i Paris
  - Indiana University Art Museum i Bloomington
  - Israel Museum i Jerusalem
  - Museet för modern konst i Rom
  - privat ägo, Bel Air, Kalifornien
  - Jose Mugrabi, New York
  - Dimitris Daskalopoulos, grekisk samlare, i Atén
  - "prototypen", Dakis Joannou, grekcypriotisk byggare, Atén
  - Gio di Maggio, italiensk samlare, Fondazione Mudima i Milano
  - Luisella Zignone, italiensk samlare i Biella
  - eventuellt Sergio Casoli, italiensk konsthandlare i Milano

## Upphovsperson tillFountain
Marcel Duchamp började omkring 1950 hävda, långt efter Elsa von Freytag-Loringhovens död, att urinoiren som lämnades in till Society of Independent Artists utställning i New York juni 1917 av pseudonymen R.Mutt, den föregivne konstnären Richard Mutt från Philadelphia, som konstverket Fountain, var hans skapelse, vilket också har accepterats av konstvärlden. Att den också har tillkommit i den dadaistiska krets i New York. i vilken både Marcel Duchamp och Elsa von Freytag-Loringhoven ingick, är också klart. Ett foto av Fountain, som tagis av Alfred Stieglitz, publicerades också efter utställningen tillsammans med ett manifest om detta objekts rätt att betraktas som konstverk i gruppens kortvariga tidskrift The Blind Man. Under senare år har dock ifrågasatts att det skulle vara Marcel Duchamp som låg bakom aktionen, utan snarare Elsa von Freytag-Loringhoven.
Museerna har dock avstått från att ta upp denna fråga om upphovsperson. Så har till exempel Museum of Modern Art som äger en av de av Marcel Duchamp auktoriserade replikerna, inte kommenterat den ifrågasatta "äktheten" i den nyligen av museet publicerade, uppdaterade upplagan av Calvin Tomkins Duchamp-biografi.
Urinoaren som ett objekt för ett konstföremål, menar Elsa von Freytag-Loreinghovens biograf Irene Gammel, är mer i linje med Freytag-Loringhovens skatologiska estetik än Duchamps. Marcel Duchamp skrev dessutom i ett brev till sin syster Suzanne i samband med utställningen 1917 att en kvinnlig vän, senare identifierad som Elsa von Freytag-Loringhoven, sänt honom urinoaren för medverkan i utställningen.

## Avspeglingar i konsthistorien
Fountain valdes i december 2004 till 1900-talets mest inflytelserika konstverk av 500 yrkespersoner inom konstvärlden från hela världen. Den brittiska dagstidningen The Independent menade i en artikel i februari 2008 att Duchamp med detta enda verk hade uppfunnit konceptkonst och att han "för alltid brutit den traditionella länken mellan konstnärens arbetsinsats och konstverkets värde (engelska: merit)".

## Samlarintresse
Priset för repliker nådde en höjdpunkt på en auktion på Sotheby's i november 1999, då en av de repliker som gjordes 1964 gick för 1.762.500 US dollar. Den köptes av den grekiske samlaren Dimitros Daskalopoulos. John Mugrabi i New York köpte ett exemplar 2002 för en miljon dollar.